# مستحرة مكورة ستيتيرية
مستحرة مكورة ستيتيرية (الاسم العلمي:Thermococcus stetteri) هي نوع من العتائق تتبع جنس المستحرة المكورة من فصيلة المستحرات المكورة.